# Gneiss Lake
Gneiss Lake är en sjö i Antarktis. Den ligger i Sydorkneyöarna. Argentina och Storbritannien gör anspråk på området. Gneiss Lake ligger 108 meter över havet. Den ligger på ön Signy.